# Josef Frisch
Josef „Seppl“ Frisch (* 23. April 1931 in München; † Dezember 2017 in Neunkirchen (Saar)) war ein deutscher Fußballspieler, der für den FC Bayern München in der Oberliga Süd und für Borussia Neunkirchen in der Oberliga Südwest zum Einsatz kam.

## Karriere
Frisch gehörte dem FC Bayern München von 1951 bis 1955 als Abwehrspieler an, für den er in seiner ersten Saison lediglich 13 Freundschaftsspiele bestritt. In der Saison 1952/53 debütierte er 21-jährig in der Oberliga Süd, der seinerzeit höchsten Spielklasse; das Punktspiel am 24. August 1952 (1. Spieltag) im Auswärtsspiel gegen den VfR Mannheim wurde mit 0:3 verloren. Am Ende der Saison schloss seine Mannschaft diese als Siebtplatzierter ab, zu der er in 29 Punktspielen mit beigetragen hatte. In den beiden Folgespielzeiten bestritt er 17 bzw. 18 Oberligaspiele, in denen er ebenfalls ohne Torerfolg blieb.
Zur Saison 1955/56 wechselte er zu Borussia Neunkirchen in die Oberliga Südwest.
Für den Verein bestritt er ein Qualifikationsspiel zur Teilnahme an der Endrunde um die Deutsche Meisterschaft 1958/59, das jedoch am 3. Mai 1959 mit 3:6 gegen Werder Bremen, genauso wie das Finale um den DFB-Pokal am 27. Dezember 1959 in Kassel mit 2:5 gegen Schwarz-Weiß Essen verloren wurde. Ferner bestritt er sechs Vorrundenspiele der Endrunde um die Deutsche Meisterschaft 1959/60. Dabei sorgte er und seine Mitspieler mit dem Gewinn von 3:1 Punkten gegen den süddeutschen Meister Karlsruher SC für den Einzug des Hamburger SV in das Finale, das die Hanseaten am 25. Juni 1960 mit 3:2 gegen den 1. FC Köln gewannen. Die Neunkirchner Defensive setzte sich in den Endrundenspielen zumeist aus Torhüter Ladislav Jirasek, dem Verteidigerpaar Frisch – Hans Schreier und der Läuferreihe im damaligen WM-System mit Erich Leist, Gerd Lauck und Dieter Harig zusammen. In seiner letzten Saison, 1960/61, wurde er in Punktspielen nicht eingesetzt, bestritt sein letztes Spiel aber am 6. Mai 1961 in Ludwigshafen, das er mit seiner Mannschaft in der Qualifikationsrunde zur Teilnahme an der Endrunde um die Deutsche Meisterschaft 1960/61 mit 0:5 gegen Eintracht Frankfurt verlor.
Von 1955 bis 1961 absolvierte er für das Team vom Ellenfeldstadion insgesamt 157 Oberligaspiele, in denen er zwei Tore erzielte und von 1959 bis 1961 dreimal in Folge die Saison als Zweitplatzierter abschloss.

## Erfolge
- Zweiter der Südwest-Meisterschaft 1959, 1960, 1961